# Sân bay Savonlinna
Sân bay Savonlinna (IATA: SVL, ICAO: EFSA) là một sân bay ở Savonlinna, Phần Lan. Sân bay này có cự ly khoảng 15 kilômét (9,3 mi) về phía bắc của Savonlinna dọc theo đường Enonkoskentie. Sân bay này có một nhà ga. Thời gian tấp nập nhất của sân bay này là vào dịp lễ hội opera.

## Các hãng và tuyến bay thường lệ
- Finncomm Airlines (Helsinki, Varkaus)